# Årøsund

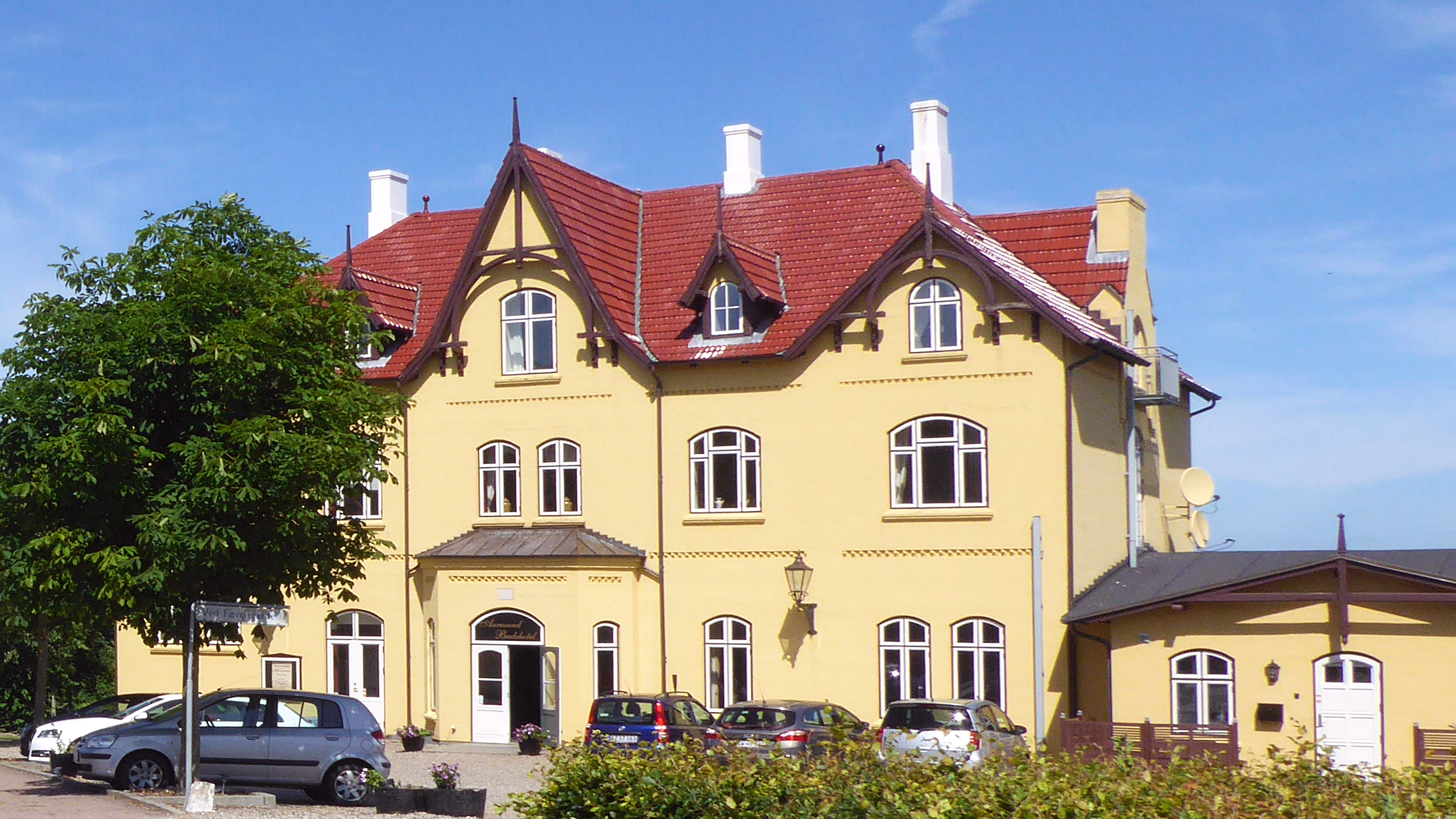
Het historische Badhotel in het centrum van Årøsund

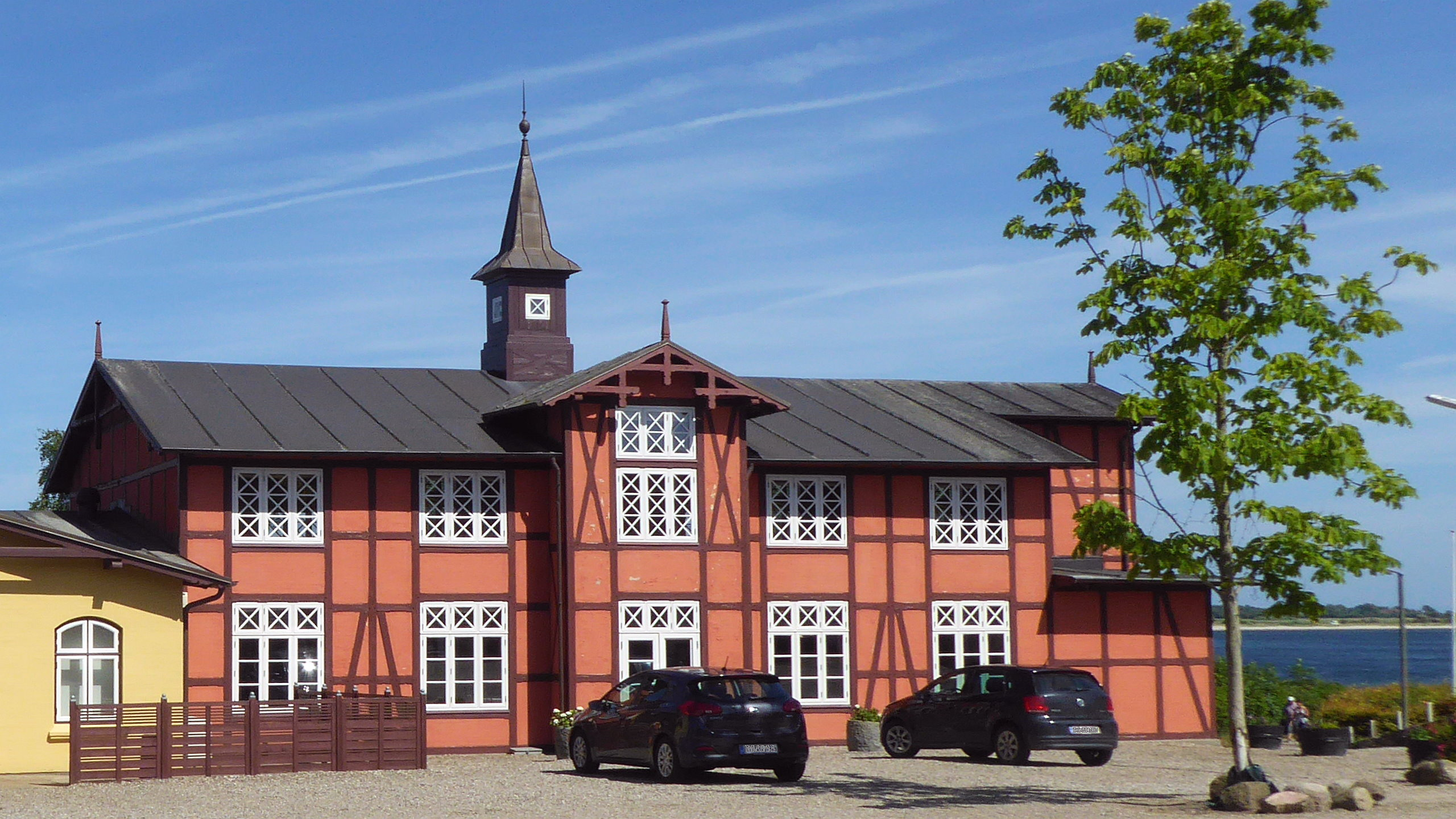
Het terracottakleurige gebouw op Færgegården in het dorp Årøsund

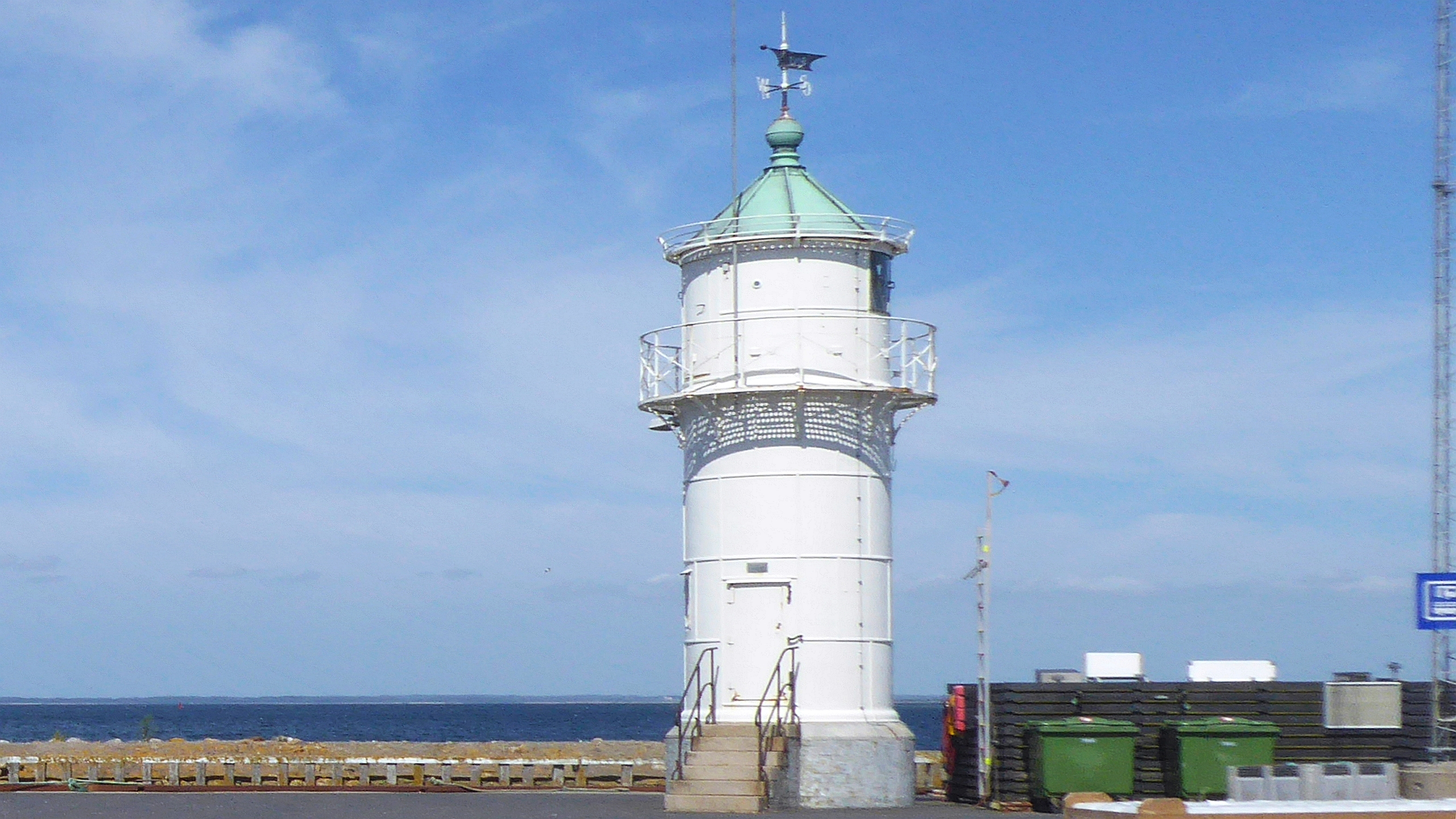
Vuurtoren uit 1905 (staalbouw) aan de haven van Årøsund

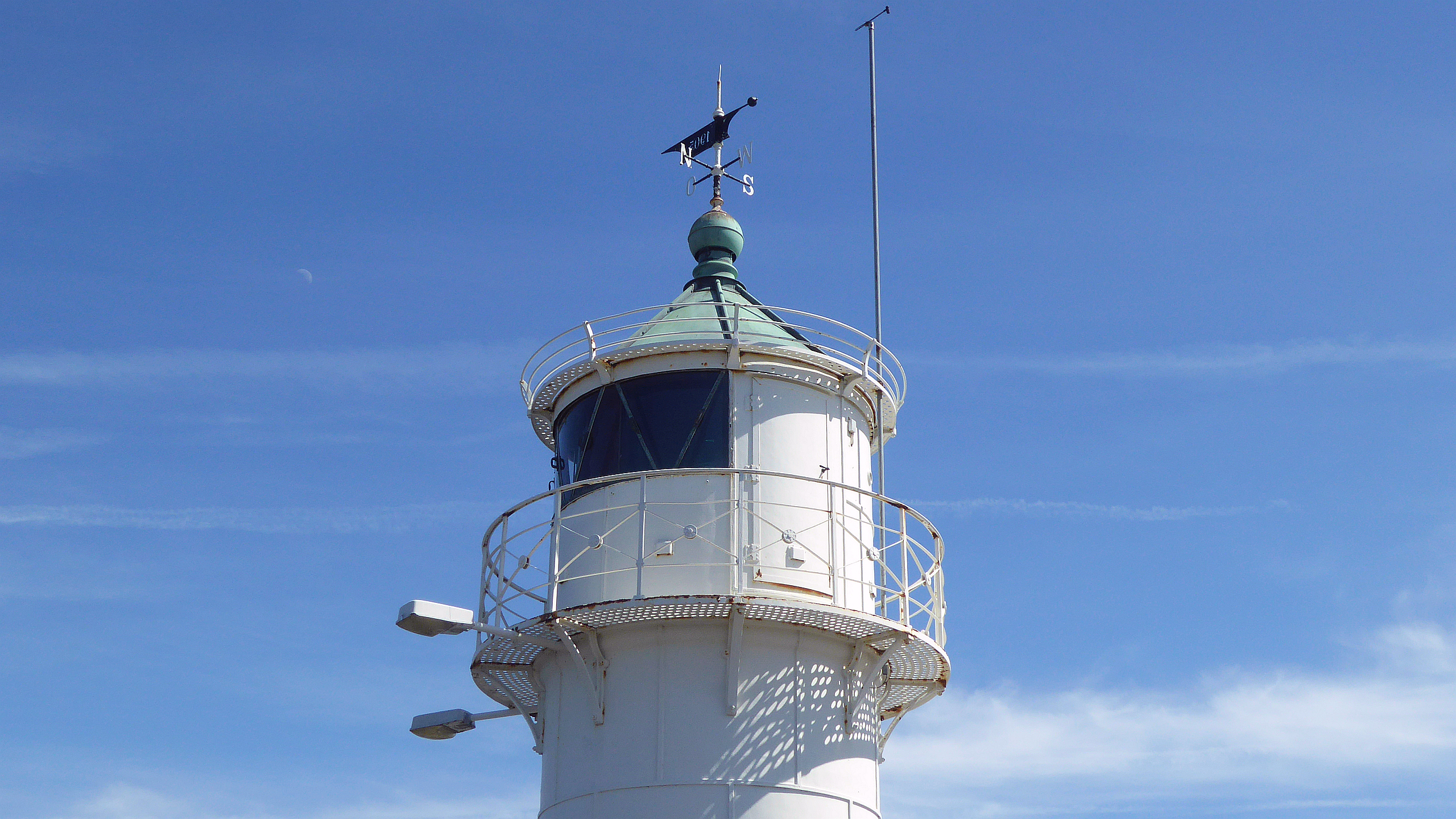
De lantaarn op 10 m hoogte van de vuurtoren

Årøsund of Aarøsund (Duits: Aarösund) is een plaats in de Deense regio Zuid-Denemarken, gemeente Haderslev. De plaats valt binnen de parochie Øsby (Deens: Øsby Sogn). Årøsund telt 305 inwoners (2018).
Tussen Årøsund en Årø is er een veerverbinding.

## Geschiedenis
De vondst van vuurstenen werktuigen toont een vroege bewoning in deze omgeving aan. Ook zijn er sporen gevonden van bewoning uit de IJzertijd (500 v.Chr. - 850 n.Chr.).
In 1231 wordt in de administratie van koning Waldemar II de veerdienst tussen Årøsund en Assens op Funen genoemd. De koninklijke posterijen besloten in 1640 dat deze veerdienst onderdeel zou worden van de destijds belangrijkste postroute, te weten die tussen Kopenhagen en Hamburg. Dankzij de veerverbinding hebben veel belangrijke personen Årøsund bezocht, waaronder diverse koningen. De schrijver Hans Christian Andersen heeft in zijn reisdagboeken melding gemaakt van een overnachting in Årøsund.
Koning Christian IV liet in Årøsund een schip bouwen in plaats van in Haderslev, aangezien de fjord daar was verzand.
De eerste vuurtoren in de haven van Årøsund werd in 1777 gebouwd. De huidige vuurtoren dateert echter uit de periode dat Zuid-Denemarken onderdeel uitmaakte van Duitsland (1864-1920).
Ten zuiden van de oude haven ligt een bunker met de bijnaam Æ Unnestan, die dateert uit de Eerste Wereldoorlog. Deze bunker maakte deel uit van de Duitse verdedigingslinie Sicherungsstellung Nord door Zuid-Denemarken heen, bedoeld om een eventuele Engelse aanval af te kunnen slaan.

## Toerisme
Van oudsher is Årøsund een populaire bestemming voor toeristen, zowel uit Denemarken als Duitsland. De grootste camping van Denemarken, met ruimte voor circa 900 gasten, ligt enkele kilometers van de haven vandaan. Het Aarøsund Badehotel dateert uit 1903. Tevens zijn er talrijke vakantiewoningen in de omgeving. In 1988 werd ten noorden van de oude haven een jachthaven aangelegd met 151 aanlegplaatsen. In een voormalige spoorwegremise is een scheepswerf gevestigd.